# Distrikt Pátapo
Der Distrikt Pátapo liegt in der Provinz Chiclayo in der Region Lambayeque im Nordwesten von Peru. 

## Geographische Lage
Der Distrikt erstreckt sich über eine Fläche von 184 km². Er liegt im zentralen Norden der Provinz Chiclayo. Der Río Lambayeque, der nördliche kanalisierte Mündungsarm des Río Chancay, fließt entlang der sürdlichen Distriktgrenze nach Westen. Es wird bewässerte Landwirtschaft betrieben. Pátapo liegt am Canal Taymi, einem Bewässerungskanal, der vom Río Chancay nach Norden hin abzweigt.
Beim Zensus 2017 wurden 23.715 Einwohner gezählt. 10 Jahre zuvor lag die Einwohnerzahl bei 20.876. 
Sitz der Distriktverwaltung ist die 118 m hoch gelegene Stadt Pátapo mit 17.326 Einwohnern (Stand 2017), Regions- und Provinzhauptstadt Chiclayo, 23 km ostnordöstlich.
Der Distrikt grenzt im Westen an den Distrikt Tumán, im Nordwesten an den Distrikt Manuel Antonio Mesones Muro (Provinz Ferreñafe), im Nordosten an den Distrikt Chongoyape sowie im Süden an den Distrikt Pucalá.

## Geschichte
Der Distrikt wurde am 29. Januar 1998 aus Teilen des Distrikts Saña gebildet.
Von 1874 bis in die 1970er Jahre war die Stadt Pátapo Endpunkt einer Zweigstrecke der Bahnstrecke Eten–Ferreñafe.